# Classe Freedom
A Classe Freedom (Freedom Class) é um grupo de 3 navios cruzeiros da Royal Caribbean International. O primeiro navio da classe, o Freedom of the Seas, é o maior navio de passageiros do mundo, e o maior em termos de capacidade de passageiros e toneladas brutas.
O Freedom of the Seas construído pela Aker Finnyards, em Turku, Finlândia, foi concluido em 24 de Abril de 2006.  O segundo navio da classe, o Liberty of the Seas foi entregue em Maio de 2007. O terceiro navio da classe, Independence of the Seas, foi entregue em abril de 2008.
As novas características da Classe Freedom incluem a FlowRider Surf Park (pscina de ondas), grandes pscinas e uma quadra de patinação de gelo; além de um ring de Boxe e o Parque Aquático H2O.

## Navios na classe
| Nome                     | Entrada em serviço | Imagem | Bandeira |
| ------------------------ | ------------------ | ------ | -------- |
| Freedom of the Seas      | 4 de junho de 2006 |        | Bahamas  |
| Liberty of the Seas      | 19 de maio de 2007 |        | Bahamas  |
| Independence of the Seas | 2 de maio de 2008  |        | Bahamas  |